# Campionati europei di tuffi 2019 - Trampolino 1 metro maschile
La gara del trampolino 1 metro maschile ai campionati europei di tuffi 2019 si è svolta il 7 agosto 2019, presso la Sport Arena Liko di Kiev. Al mattino si sono disputati i preliminari a cui hanno preso parte 30 atleti, mentre nel pomeriggio si è svolta la finale.

## Medaglie
| Posizione | Atleti            | Paese    |
| --------- | ----------------- | -------- |
| Oro       | Patrick Hausding  | Germania |
| Argento   | Oleh Kolodij      | Ucraina  |
| Bronzo    | Lorenzo Marsaglia | Italia   |

## Risultati
| Pos. | Atleti              | Nazionalità   | Preliminari | Preliminari | Finale | Finale |
| Pos. | Atleti              | Nazionalità   | Punti       | Pos.        | Punti  | Pos.   |
| ---- | ------------------- | ------------- | ----------- | ----------- | ------ | ------ |
|      | Patrick Hausding    | Germania      | 336.70      | 4           | 388.85 | 1      |
|      | Oleh Kolodij        | Ucraina       | 330.85      | 5           | 381.50 | 2      |
|      | Lorenzo Marsaglia   | Italia        | 359.80      | 1           | 380.15 | 3      |
| 4    | Jordan Houlden      | Gran Bretagna | 325.95      | 7           | 379.80 | 4      |
| 5    | Kacper Lesiak       | Polonia       | 340.75      | 3           | 371.95 | 5      |
| 6    | Il'ja Molčanov      | Russia        | 316.60      | 11          | 371.90 | 6      |
| 7    | Jonathan Suckow     | Svizzera      | 323.40      | 9           | 346.70 | 7      |
| 8    | Alexis Jandard      | Francia       | 306.85      | 12          | 344.55 | 8      |
| 9    | Vinko Paradzik      | Svezia        | 324.45      | 8           | 342.85 | 9      |
| 10   | Giovanni Tocci      | Italia        | 318.15      | 10          | 330.60 | 10     |
| 11   | Stanislav Oliferčyk | Ucraina       | 344.95      | 2           | 322.25 | 11     |
| 12   | Guillaume Dutoit    | Svizzera      | 326.80      | 6           | 290.55 | 12     |
| 13   | Dylan Vork          | Paesi Bassi   | 302.35      | 13          |        |        |
| 14   | Oliver Dingley      | Irlanda       | 299.40      | 14          |        |        |
| 15   | Juraj Melša         | Croazia       | 298.80      | 15          |        |        |
| 16   | Anthony Harding     | Gran Bretagna | 298.50      | 16          |        |        |
| 17   | Denis Kliukin       | Russia        | 293.25      | 17          |        |        |
| 18   | Gwendal Bisch       | Francia       | 288.90      | 18          |        |        |
| 19   | Andrzej Rzeszutek   | Polonia       | 287.40      | 19          |        |        |
| 20   | Frithjof Seidel     | Germania      | 286.55      | 20          |        |        |
| 21   | Alexandr Molchan    | Bielorussia   | 280.85      | 21          |        |        |
| 22   | Adriàn Abadía       | Spagna        | 280.80      | 22          |        |        |
| 23   | Dariush Lotfi       | Austria       | 280.40      | 23          |        |        |
| 24   | Nikolaj Schaller    | Austria       | 276.50      | 24          |        |        |
| 25   | Dimitar Isaev       | Bulgaria      | 264.55      | 25          |        |        |
| 26   | Yury Naurozau       | Bielorussia   | 257.85      | 26          |        |        |
| 27   | Alberto Arévalo     | Spagna        | 251.45      | 27          |        |        |
| 28   | Juho Junttila       | Finlandia     | 237.85      | 28          |        |        |
| 29   | Pascal Faatz        | Paesi Bassi   | 236.85      | 29          |        |        |
| 30   | Alexander Kostov    | Bulgaria      | 235.40      | 30          |        |        |